# Germain Quériau
Pierre-Angélique-Germain Quériau est un danseur et chorégraphe français né vers 1790 et mort à Montmartre le 14 juillet 1850.
Danseur à Naples de 1813 à 1815, puis premier danseur à Lyon de 1820 à 1824, Quériau devient ensuite maître de ballet au théâtre de Marseille de 1826 à 1829, où il fait représenter et imprimer L'Apothéose d'Hercule, Énée ou le Triomphe de Vénus et Romulus. De 1830 à 1831, il dirige les ballets de Lyon et y donne Napoléon en Égypte et Le Flageolet magique, ballets qui y seront également imprimés. La saison suivante, il est premier danseur mime à Bordeaux, sous la direction du maître de ballet Aniel, puis il entre comme premier danseur au Ballet de l'Opéra de Paris en 1833, où il tient des rôles importants dans les ballets de Filippo Taglioni (La Fille du Danube, 1836), de Jean Coralli (Giselle 1841, La Péri 1843, Ozaï 1847, La Jolie Fille de Gand 1842), de Joseph Mazilier (Le Diable amoureux 1840, Le Diable à quatre 1845) et d'Arthur Saint-Léon (La Vivandière 1844, La Fille de marbre 1847).
Il fut maire de Lyon durant 24 heures en 1830 et se suicida en juillet 1850.
Au sujet de sa mort, Charles de Boigne écrit : « Dans je ne sais quel ballet, il avait été condamné à un rôle de marmiton : son honneur, sa dignité ne lui permettaient pas de descendre au-dessous de l'emploi de cuisinier ; il réclama, on ne lui rendit pas justice. Le pauvre homme se coupa la gorge avec son couteau de marmiton ».

## Ballets
- 1826 : Romulus (Marseille, 1er octobre)
- 1827 : Énée ou le Triomphe de Vénus (Marseille, 14 mars)
- 1828 : L'Apothéose d'Hercule (Marseille, 30 décembre)
- 1830 : Napoléon en Égypte ou la Bataille des pyramides (Lyon, 2 novembre)
- 1831 : Le Flageolet magique (Lyon, 8 mars)

## Note
1. ↑  Charles de Boigne, Petits mémoires de l'Opéra, Paris, Librairie Nouvelle, 1857, p. 83.